# Marianna Biernacka
Beata Mariana Biernacka (Lipsk, 1888-Niemowicze, Grodno, Polonia, 13 de julio de 1943) fue una mártir laica de origen polaco. Es una de los ciento ocho mártires de Polonia beatificados por Juan Pablo II el 13 de junio de 1999.

## Vida
Nació en 1888 en una familia de cristianos ortodoxos para luego convertirse al catolicismo en 1905 a los 17 años. A la edad de 20 años contrajo matrimonio con Ludwik Biernacki, de dicho matrimonio nacieron seis hijos. Al quedar viuda se fue a vivir con su hijo Estanislao (Stanislaw) y su mujer.
El 1 de julio de 1943, las fuerzas nazis comenzaron un arresto y ejecución masiva en Lipsk, como venganza por la muerte de soldados alemanes en una villa cercana. Los soldados trataron de llevarse a su hijo Estanislao y a su nuera, que se encontraba encinta, por lo que Mariana, para salvar la vida de la madre y su futuro nieto, se ofreció para ser llevada a ejecutar en lugar de ella. El cambio fue aceptado y Mariana Biernacka fue asesinada con un disparo el 13 de julio de 1943 a los 55 años en Niemowicze, Grodno, entonces parte de Polonia pero actualmente parte del territorio Bielorruso.
Fue beatificada junto como uno de los Ciento ocho mártires de Polonia por Juan Pablo II el 13 de junio de 1999 en Varsovia Polonia.